# Réserve naturelle de Tofalarie
La réserve naturelle de Tofalarsky est une zone naturelle spécialement protégée, une réserve naturelle d'État d'importance fédérale dans la région d'Irkoutsk en Russie. Elle a été créée le 12 août 1971 sur le territoire de l'ancienne réserve naturelle de Sayansky. C'est un habitat pour des espèces rares d'animaux et de plantes.
Il est situé au sud-ouest du district de Nizhneudinsky, dans la partie haute du Sayan oriental, à 70 km à l'ouest du village de Verkhnyaya Gutara. Les contours ouest et sud longent les bassins versants du bassin d'Agul avec le Kan et le Kizir, le long de la frontière administrative entre la région d'Irkoutsk et le territoire de Krasnoïarsk. La superficie totale du territoire est de 132,7 mille hectares, la superficie de la zone protégée est de 50 mille hectares.

## Création de la réserve
Cette réserve est créée dans le but de préserver, restaurer et reproduire la faune sauvage, y compris les espèces rares et menacées ; de préserver l'habitat et les voies de migration de la faune ; et de mettre en œuvre une surveillance environnementale et une éducation environnementale.
Les principaux objets de protection comprennent les complexes naturels de la macropente nord du Sayan oriental à proximité des lacs Agulskoye et Medvezhye, les forêts de cèdres de la taïga de montagne avec leur faune caractéristique, la faune de gibier (ours brun, renne, cerf élaphe, cerf porte- musc , sanglier, zibeline, lynx, carcajou, tétras des bois, tétras blanc) et l'ichtyofaune.

## Historique
L'histoire de la réserve débute au début du XXe siècle, lorsqu'un déclin brutal de la population de zibelines rendit nécessaire la création d'aires protégées pour la survie et la reproduction de cette espèce.
En 1913, le garde-chasse et zoologiste Anatoly Alekseevich Silantyev proposa un projet d'étude d'une zone de conservation des zibelines propices à cet effet, et les monts Saïan devinrent l'une des zones de recherche. L'expédition dans ce pays montagneux fut dirigée par le garde-chasse, ethnographe et voyageur Dmitri Konstantinovitch Soloviev, et l'un de ses assistants Valerian Belousov, étudiant à l'Institut forestier de Petrograd.

En conséquence, en 1915, un territoire a été désigné pour la future réserve Sayansky dans une partie difficile d'accès des monts Sayan de l'Est avec une superficie d'environ 1,2 million d'hectares dans le district de Nizhneudinsky de la région d'Irkoutsk et une partie du district de Kuraginsky du territoire de Krasnoïarsk, couvrant toute la partie sud-ouest de Tofalaria. Extrait traduit d'un rapport de D. Soloviev : 
« En tant que monument de la nature vierge, la réserve naturelle de Sayan, grâce à son paysage extrêmement varié et magnifique et à la combinaison des espèces les plus diverses de la flore et de la faune qui y sont préservées dans leur état intact pour une durée indéterminée, aura une grande valeur scientifique et éducative pour les générations futures. »
— Д. К. Соловьёв
La même année, le projet de réserve naissait et, en mai 1916, l'un des participants à l'expédition scientifique, Avgust Gansovich Lepp, en fut nommé directeur. Cependant, après la Révolution d'Octobre, lorsque la réserve se trouva en zone de guerre civile et que la lutte contre les braconniers devint impossible, elle fut transférée sous la juridiction du Cabinet scientifique agricole du Commissariat à l'agriculture du Gouvernement provisoire sibérien et, sans avoir eu le temps de recevoir un enregistrement fédéral officiel, cessa d'exister en 1918-1919.

Par un décret du Conseil des commissaires du peuple de la RSFSR en août 1939, la réserve de Sayansky est restaurée pratiquement dans ces mêmes limites, mais après avoir existé pendant un peu plus de dix ans, en 1951, comme beaucoup d'autres réserves, elle est liquidée et son territoire est transféré à des fins économiques.
Le 1er juillet 1965, le journal Izvestia publie un article sur le caractère montagneux des monts Saïan. Cet article était rédigé par Grigori Fedosseïev, géomètre et auteur du livre «Nous marchons le long des monts Saïan orientaux» («Мы идём по Восточному Саяну»).
Il décrivait le braconnage de nombreuses espèces animales et de poissons de grande valeur dans les monts Saïan orientaux. Une réponse officielle fut publiée dans l'un des numéros d'octobre d'Izvestia, dans lequel le directeur adjoint de la Direction générale de la chasse et des réserves naturelles du Conseil des ministres de la RSFSR reconnaissait les faits de chasse illégale pratiquée par les résidents locaux, les touristes et des membres d'expéditions géologiques. Le directeur de l'Irbeysky koopverpromkhoz du territoire de Krasnoïarsk fut démis de ses fonctions et son adjoint reçut une sévère réprimande. Le garde forestier de la société régionale des chasseurs et pêcheurs fut également démis de ses fonctions.
La RSFSR a néanmoins continué d'influer sur la situation, de sorte que la même année, la «réserve d'importance locale» de Tofalarsky prit naissance sur le territoire de l'ancienne réserve de Sayansk, mais dans des limites plus étroites, et par décret du Conseil des ministres de la RSFSR du 12 août 1971, elle reçoit le statut de réserve d'État républicaine (fédérale).
Depuis 2011, la réserve naturelle de Tofalarsky est intégrée à la réserve naturelle Baïkal-Léna. Les activités et la gestion de la nature sur son territoire sont réglementées par l'arrêté n° 175 du ministère des Ressources naturelles et de l'Environnement de la Fédération de Russie du 30 juin 2009.

## Climat
Le climat du territoire est fortement continental, avec un hiver long et très froid, de mi-octobre à mars.
La profondeur de gel du sol peut atteindre 2 mètres. Le printemps est caractérisé par de fortes fluctuations de température, des vents forts et un temps clair ; la fonte des neiges a lieu début juin.
L'été frais, généralement sans nuages, dure de mi-juin à mi-août. Contrairement à la première moitié sèche, la seconde moitié de l'été est abondante en pluies, souvent torrentielles, accompagnées d'orages et de grêle. Les précipitations annuelles varient de 300 à 600 mm. À partir de mi-août, l'automne est court, nuageux et pluvieux, avec des journées chaudes alternant avec des gelées nocturnes dès le début de la saison.
La température moyenne en janvier, entre 900 et 1 300 m d'altitude, est de -17 à -25 °C, et de 12 à 14 °C en juillet.

## Espèces
La réserve abrite des espèces animales et végétales rares, dont les plus vulnérables sont le sabot de Vénus, la grassette commune, le pygargue à queue blanche, le faucon pèlerin et une sous-espèce forestière du renne. De plus, le territoire de la réserve pourrait être habité par le léopard des neiges et le dhole (loup roux), une espèce presque éteinte,.
Au total, 123 espèces de plantes vasculaires, 5 espèces de lichens et 20 espèces de bryophytes ; 129 espèces d'invertébrés et 30 espèces de vertébrés ont été trouvées. La cigogne noire, l'aigle royal, l'oie naine Oie naine, le balbuzard pêcheur, le pygargue à queue blanche, le faucon pèlerin, le hibou grand-duc et le renne (population de Sayano-Altaï) sont répertoriés dans le Livre rouge de Russie et le Livre rouge de la région d'Irkoutsk.
La faune comprend 27 espèces de mammifères (principalement des ongulés communs, des prédateurs et des rongeurs), 16 espèces d'oiseaux et 6 espèces de poissons (vairon, ombre de Svetovidov, lenok, lotte, chabot de pierre et taimen),,.

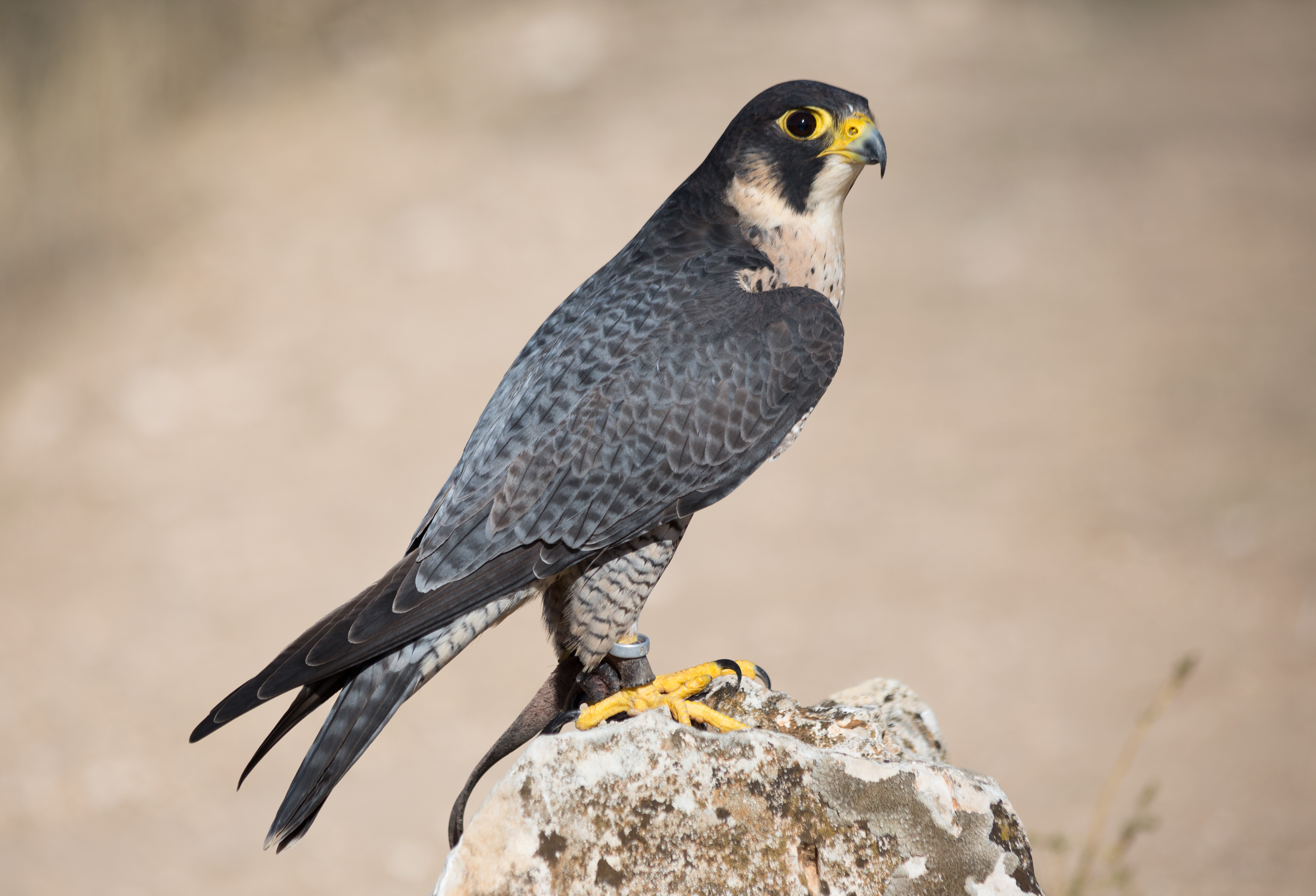
Sapsan
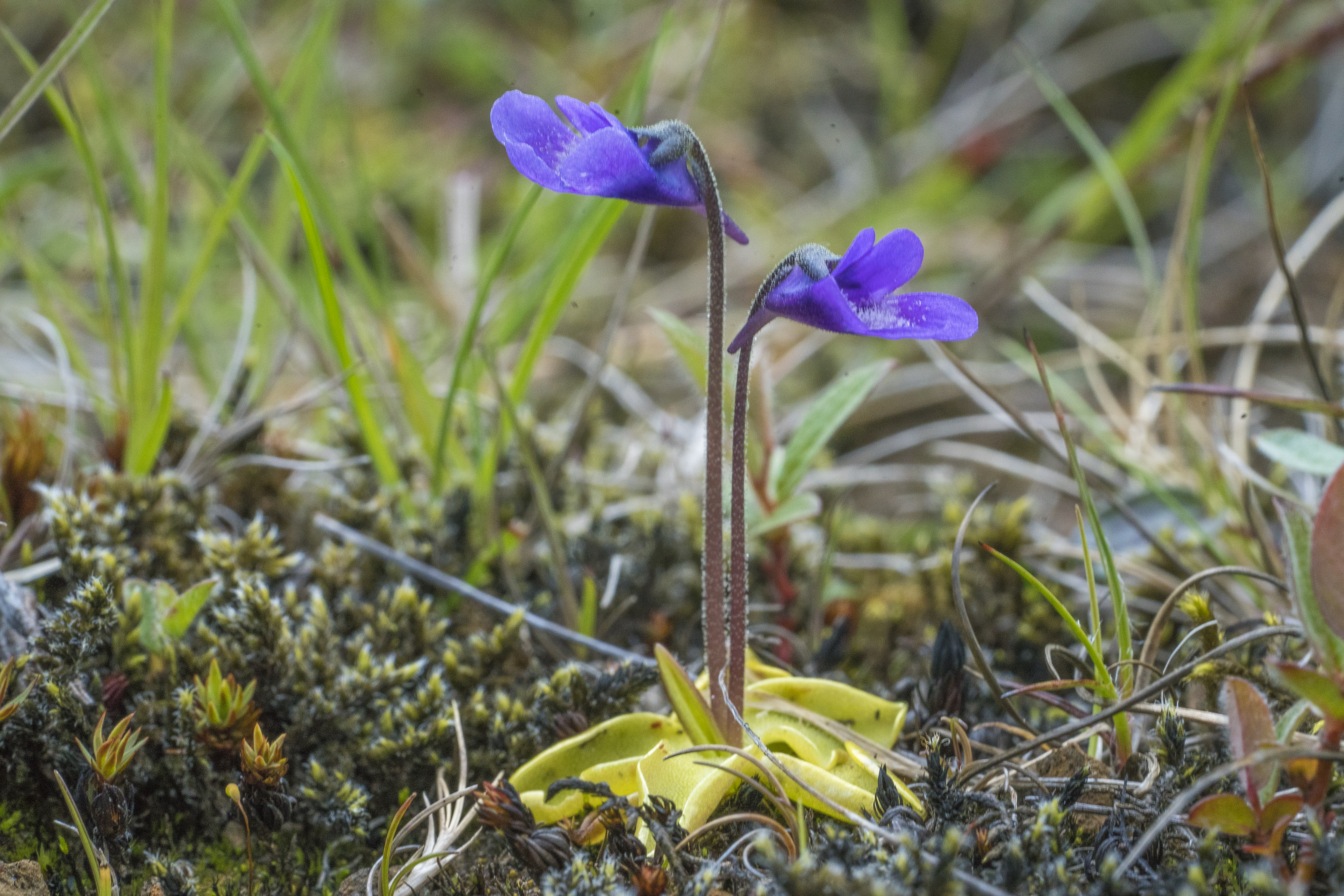
Grassette commune
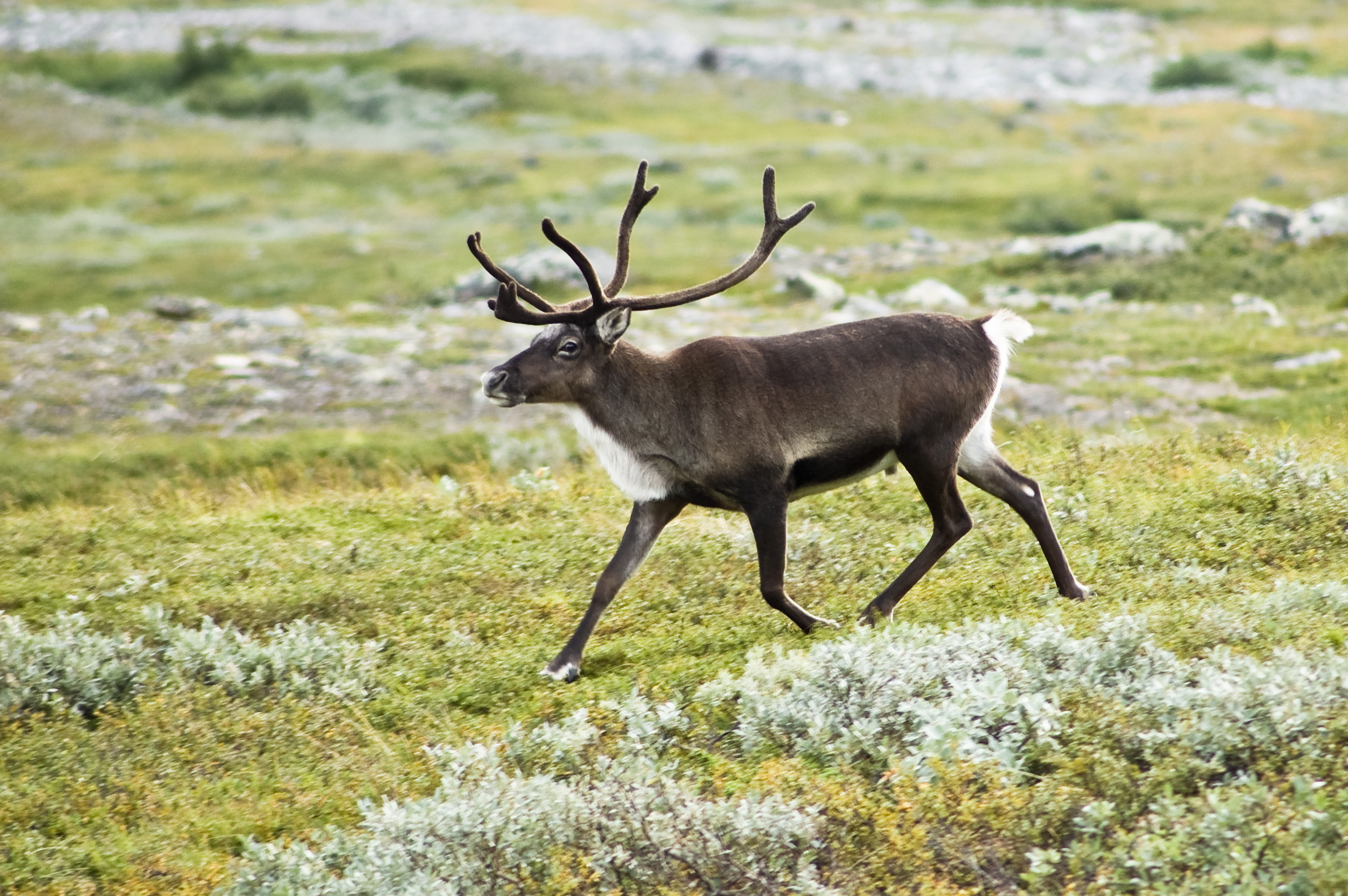
Renne
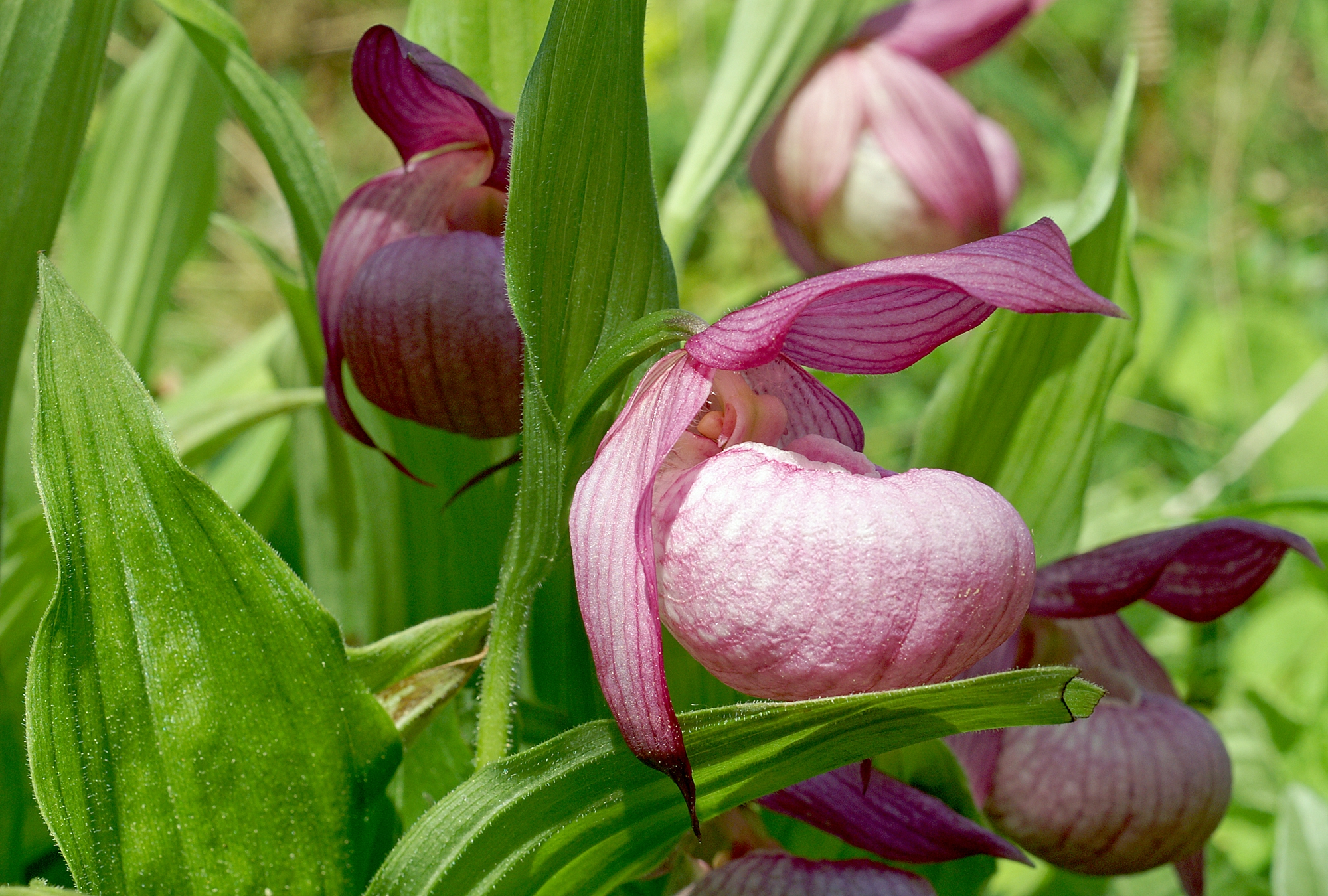
Sabot de Vénus à grandes fleurs
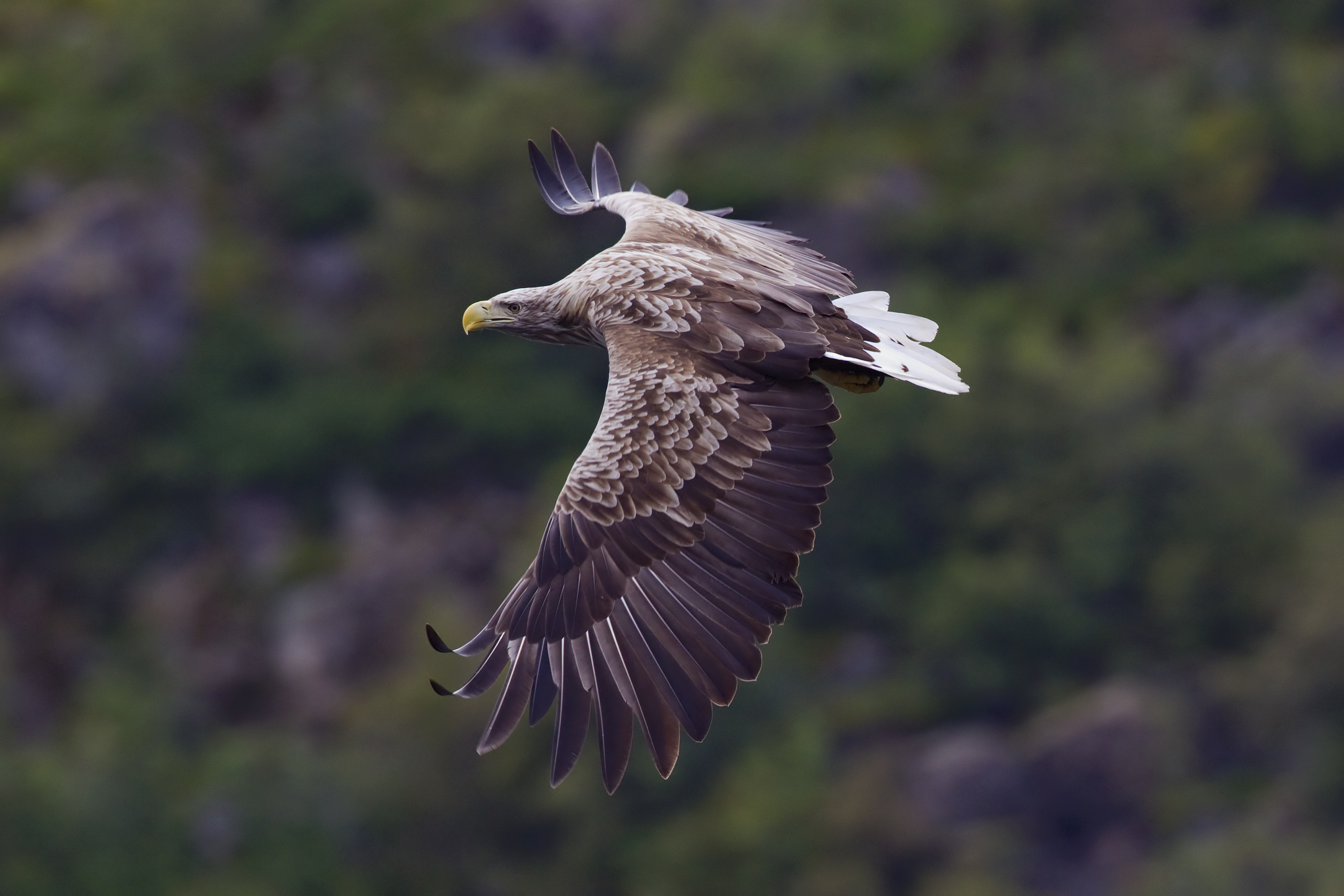
Pygargue à queue blanche

La réserve de Tofalar couvre 12 types de paysages montagneux, présente un relief de taïga et un réseau fluvial développé. La plupart des massifs de taïga n'ont jamais été soumis à l'impact anthropique. Les kurums sont répandus au-dessus de la ceinture forestière. Les pentes des chaînes de montagnes de moins de 2 000 m d'altitude se caractérisent par un relief de moyenne montagne avec des vallées profondes. Le relief accumulé des bassins est composé de dépôts glaciaires, fluvioglaciaires et lacustres.
Du pergélisol est observé dans la partie sud-est de la réserve. L'altitude maximale est de 2 432 mètres et l'altitude minimale est de 780 mètres.
Les massifs versants présentent les altitudes les plus élevées. Les principaux cours d'eau sont le Bolchoï Agul (62 km dans la réserve) et le Maly Agul (70 km) avec leurs affluents. Dans les vallées fluviales se trouvent de petits lacs, caractérisés par l'absence de végétation côtière aquatique,, ; ils comprennent :
- Lac Agulskoïe . Altitude : 920 m. Il s'étend le long de la vallée de l'Agul, entouré de falaises abruptes à l'ouest et à l'est. La rive sud est légèrement marécageuse, tandis que le nord présente des bancs de sable. Le lac mesure 11 km de long, 1,2 km de large et 104 m de profondeur maximale. La température de l'eau fin juillet est 10—12 °С . L'ichtyofaune est représentée par le taïmen, le lenok et l'ombre[2].
- Lac de l'Ours. Situé dans le cours supérieur de la rivière Ozernaya, il s'étend du sud au nord et est entouré par les contreforts du Kanskoïe Belogorie . Le lac mesure 7,2 km de long, 1,0 à 1,2 km de large et sa profondeur maximale atteint 63 m. Sa température à la fin du mois de juillet est d'environ 10-12 °С [2] .
- Glacier de Kusurgashev. Il s'agit de l'une des plus grandes zones glaciaires du Saïan oriental. Il est situé à la source de la rivière Orzagaï, dans le cirque nord-ouest des Orzagaï Goltsy. La partie supérieure du glacier est encaissée dans une gorge étroite et, s'élargissant progressivement, s'abaisse à un angle d'environ 45°. Des fissures atteignant 5 m de profondeur sont clairement visibles sur sa partie convexe. Le glacier mesure 1,5 km de long et 0,3 km² de superficie[5],[2].